# Naissance en 1396
Naissance
- 1392
- 1393
- 1394
- 1395
- 1396
- 1397
- 1398
- 1399
- 1400

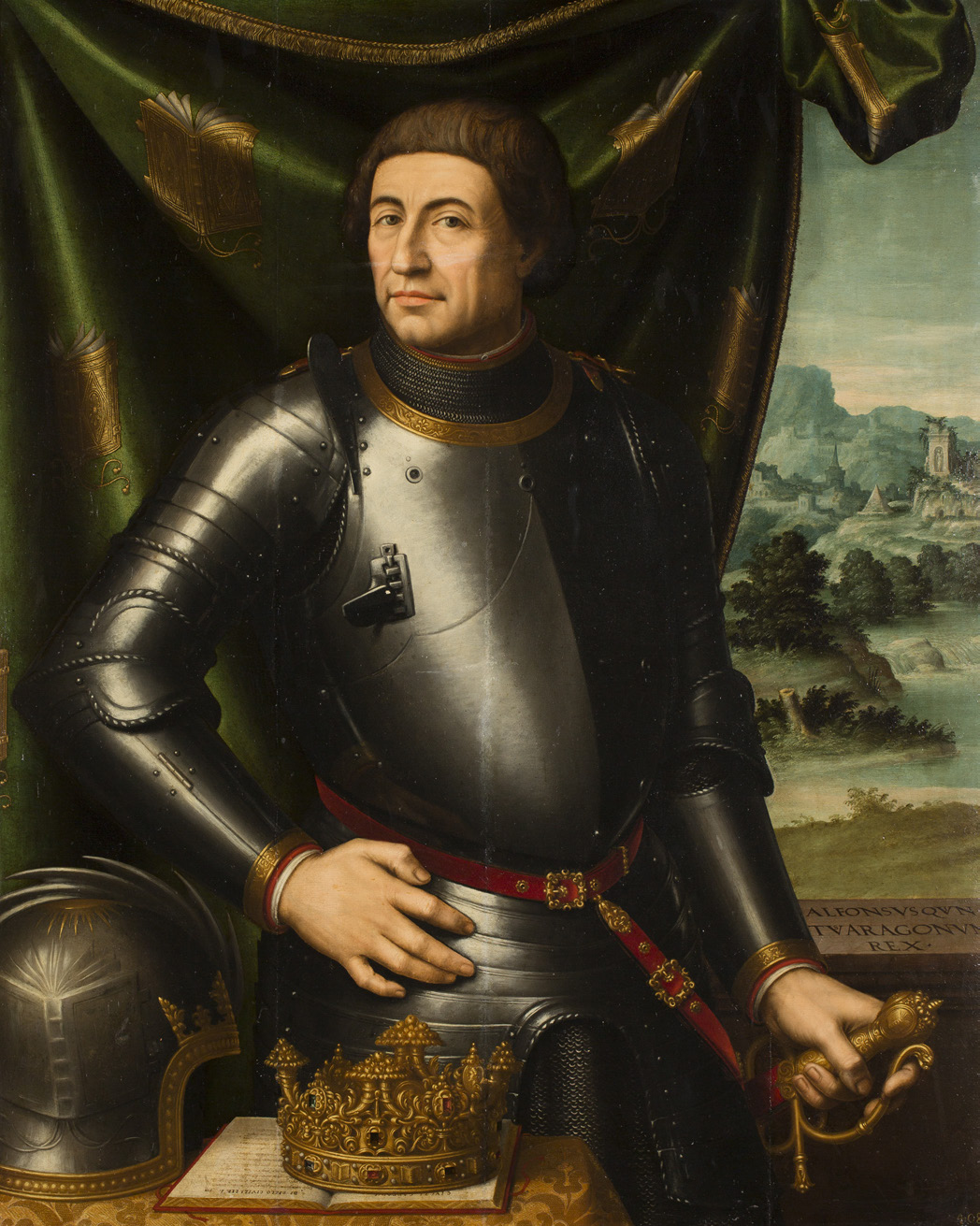
Alphonse V d'Aragon, né en 1396.

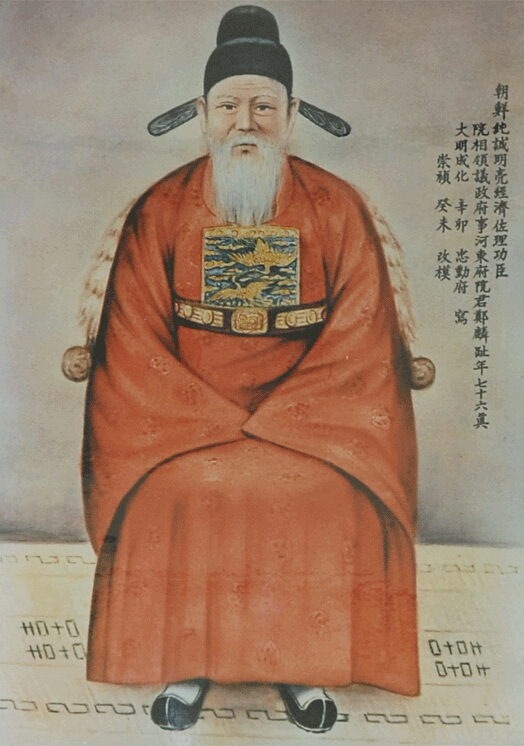
Jeong Inji, né en 1396.

Cette page dresse une liste de personnalités nées au cours de l'année 1396  :
- 9 avril : Jean VIII d'Harcourt, comte d'Aumale.
- 26 ou 31 mai : Jean de Fribourg,  dit de Furstemberg, comte de Fribourg-en-Brisgau, de Cerlier et de Neuchâtel, baron de Grandson, seigneur de Vercel, de Badenwyler et de Champlitte et maréchal de Bourgogne.
- 13 juin : Antonio Bettini, religieux catholique et un écrivain italien.
- 31 juillet: Philippe le Bon, ou Philippe III de Bourgogne, duc de Bourgogne et souverain des Pays-Bas bourguignons.
- 15 octobre : Jean IV d'Armagnac, comte d'Armagnac, de Fezensac et de Rodez.
- 16 octobre : William de la Pole, comte, avancé marquis, puis duc de Suffolk, un des grands capitaines anglais de la guerre de Cent Ans.
- 18 décembre : Alphonse V d'Aragon, dit le Magnanime ou le Grand, roi d'Aragon sous le nom d’Alphonse V, comte de Barcelone, de Besalú, de Pallars Jussà sous le nom d’Alphonse IV, d'Urgell, de Roussillon et de Cerdagne sous le nom d’Alphonse II, roi de Valence sous le nom d’Alphonse III, de Sardaigne sous le nom d'Alphonse II, de Majorque et de Sicile (insulaire) sous le nom d’Alphonse Ier. Il est également comte d'Empúries, puis comme régent. Il est enfin roi de Sicile (péninsulaire) sous le nom d’Alphonse Ier.
- 28 décembre : Jeong Inji, homme politique, philosophe néoconfucianiste, linguiste, écrivain, et poète coréen de la dynastie de Joseon († 26 novembre 1478).

- Mohammed IX al-Aysar, ou Mohammed IX as-Saghîr ben Nasr surnommé As-Saghîr (Le petit) ou Abû `Abd Allâh al-'Aysar al-Ghâlib Mohammed IX ben Nasr, surnommé Al-'Aysar ou El Zurdo (Le gaucher) et Al-Ghâlib, quinzième émir nasride de Grenade.
- Marie d'Aragon, reine de Castille.
- Bonne d'Artois,  duchesse de Bourgogne, comtesse de Nevers et de Rethel par alliance.
- Philippe d'Orléans, noble français.
- Casimir Ier d'Oświęcim, duc d'Oświęcim, de Toszek puis de Strzelin.
- Georges de Trébizonde, philosophe grec, secrétaire pontifical, il est l'un des principaux humanistes de la Renaissance italienne.
- Thomas Kyriell, soldat anglais de la Guerre de Cent Ans et de l'ouverture de la Guerre des deux roses.
- Michelozzo, ou Michelozzo di Bartolommeo Michelozzi, architecte et sculpteur italien de la Renaissance.
- Du Qiong, peintre paysagiste, calligraphe et poète chinois de la dynastie Ming.
- Angelo Roccadirame, ou Arcuccio Angiolillo, peintre italien de l'école napolitaine.
- Trần Thiếu Đế, 13e empereur du Đại Việt (ancêtre du Viêt Nam).

date incertaine (vers 1396)
- Étienne Hugonet, évêque de Mâcon.
- Jean IV de Melun,  officier du duché de Bourgogne, gouverneur de Gand.

## Crédit d'auteurs
- Cet article est partiellement ou en totalité issu de l'article intitulé « 1396 » (voir la liste des auteurs).